# Giacomo Francesco Bussani
Giacomo Francesco Bussani fou un llibretista venecià.
Va escriure, que se sàpiga, set llibrets, cinc per Antonio Sartorio, i un per Carlo Pallavicino i Pietro Agostini.